# Estádio Zequinha Barbosa
Estádio Zequinha Barbosa – stadion piłkarski, w Igaci, Alagoas, Brazylia, na którym swoje mecze rozgrywa klub Igaci Futebol Clube.